# 南望参古窑址
南望参古窑址，位于山东省东营市利津县明集乡南望参村，是中华人民共和国山东省文物保护单位之一。
1992年6月12日，授予山东省文物保护单位，是一座古遗址。